# Tokyo Disney Resort

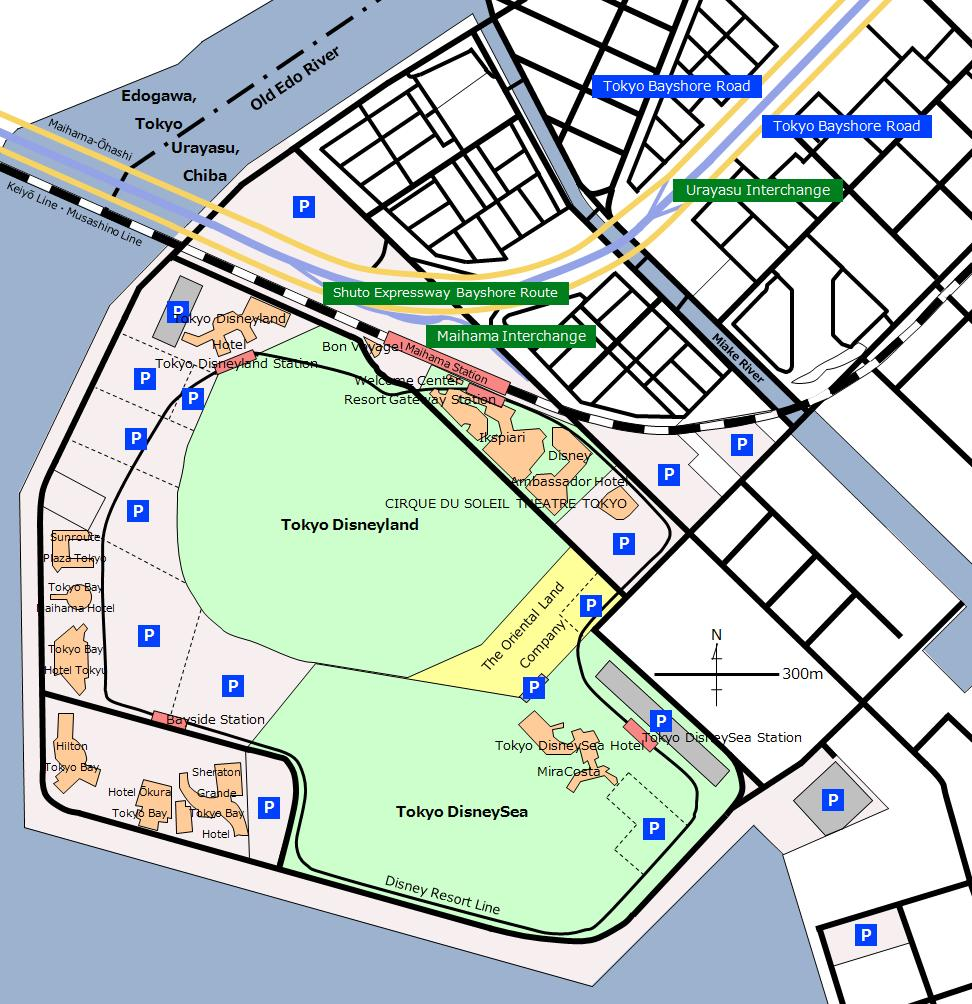
Kaart van de ligging van het Tokyo Disney Resort

Tokyo Disney Resort (Japans: 東京ディズニーリゾート, Tōkyō Dizunī Rizōto) is een themapark en vakantiepark in Urayasu, Chiba, Japan. Het park werd geopend op 15 april 1983.
Tokyo Disney Resort is in het bezit van en wordt beheerd door The Oriental Land Company met een licentie van The Walt Disney Company. Het park heeft 3 hoofdentertaintmentsecties: Tokyo Disneyland, Tokyo DisneySea en Ikspiari wat een variatie is op Downtown Disney. Het beheert ook Bon Voyage!, de officiële Disneywinkel in Urayasu.

## Opzet

### Themaparken

#### Tokyo Disneyland
Het eerste themapark van het resort dat gebaseerd is op het Disneyland Park van het originele Disneyland. Het park telt 7 themagebieden: World Bazaar, Adventureland, Westernland, Critter Country, Fantasyland, Mickey's Toontown en Tomorrowland.

#### Tokyo DisneySea
Het tweede themapark van het resort, volledig gewijd aan water, zeevaart en avontuur.

### Hotels

#### Disney's Ambassador Hotel
Dit hotel heeft een art-deco-stijl en telt 504 kamers. Het hotel heeft 5 sterren.

#### Hotel MiraCosta
Dit hotel biedt uitzicht over de lagune in Tokyo DisneySea en telt 502 kamers. Het hotel heeft 5 sterren.

#### Tokyo Disneyland Hotel
Dit hotel bevat 700 kamers met faciliteiten als restaurants en winkels en heeft 5 sterren.

### Winkel- en uitgaansgebieden

#### Ikspiari
Het uitgaans- en winkeldistrict van het resort, vergelijkbaar met Downtown Disney en Disney Village. Er zijn 6 restaurants, 5 bars en heel wat winkel- en entertainmentmogelijkheden.

#### Bon Voyage!
Bon Voyage! is de naam van de officiële Disneywinkel in Japan. De winkel is gelegen vlak buiten het resort, maar heeft wel alle producten die er verkrijgbaar zijn.

## Aardbeving
Na de aardbeving van 11 maart 2011 werd het resort voor korte tijd gesloten. Op 28 maart 2011 ging Ikspiari opnieuw open en vanaf 23 april 2011 was het hele resort weer open voor publiek, al dan niet tijdelijk met verkorte openingstijden.